# Bogusław Utracki
Bogusław Utracki (ur. 23 sierpnia 1928 w Zawierciu) – polski górnik i polityk, poseł na Sejm PRL VIII kadencji.

## Życiorys
Uzyskał wykształcenie podstawowe. Górnik-wrębiarz w kopalni Węgla Kamiennego „Generał Zawadzki”. Do Polskiej Zjednoczonej Partii Robotniczej wstąpił w 1966. Był członkiem egzekutywy Komitetu Zakładowego i Komitetu Miejskiego PZPR. Członek Zarządu Głównego Towarzystwa Przyjaźni Polsko-Radzieckiej. W latach 1980–1985 pełnił mandat posła na Sejm PRL VIII kadencji z okręgu Dąbrowa Górnicza. Zasiadał w Komisji Górnictwa, Energetyki i Chemii, Komisji Prac Ustawodawczych oraz w Komisji Górnictwa, Energetyki i Wykorzystania Zasobów Naturalnych.

## Odznaczenia
- Złoty Krzyż Zasługi
- Brązowy Krzyż Zasługi
- Medal 30-lecia Polski Ludowej